# 履乌贼
履乌贼（学名：Sandalops melancholicus）为小头乌贼科履乌贼属的动物（單屬單種）。分布于日本九州岛南端、琉球群岛、加罗林群岛、澳大利亚西北部、印度东部、特里斯坦--达库尼亚群岛、加勒比海、巴西东部海域以及中国大陆的西沙群岛南部海域等地，生活环境为海水，多栖息于陆坡区。其生存的海拔范围为−4,500至−200（−14,760至−660英尺）。该物种的模式产地在特里斯坦--达库尼亚群岛。

## 扩展阅读
- 维基共享资源上的相關多媒體資源：履乌贼